# Karl Künstler
Karl Künstler (Zella, 12 gennaio 1901 – Norimberga, aprile 1945) è stato un militare tedesco, SS-Obersturmbannführer comandante del campo di concentramento di Flossenbürg.

## Biografia
Figlio di un barbiere, iniziò a lavorare in un ufficio postale a Kassel nel 1915, contro la volontà dei suoi genitori, dopo aver completato la scuola. Dal 1919 fu Berufssoldat (soldato professionista) e prestò servizio per 12 anni nella Reichswehr, dove frequentò la Heeresfachschule für Verwaltung und Wirtschaft oltre a vari altri corsi di formazione. Dal suo matrimonio nel 1929 nacquero due figli.
Avanzò al grado di Feldwebel nella Reichswehr, si ritirò dall'esercito nel 1931 ed entrò a far parte delle SS (membro nº 40005) e poi anche del Partito Nazista (membro nº 1238648). Dal 1934 al 1935 fu assegnato alla SS-Verfügungstruppe a Jüterbog e poi brevemente alla SS-Totenkopfverbände Brandenburg. Dopo aver completato un corso alla SS-Junkerschule Bad Tölz nel 1936, fu trasferito alla SS-Totenkopfstandarte Oberbayern e ne divenne il comandante nel dicembre 1939.

## Comandante del campo di concentramento
Nel gennaio 1939, Künstler divenne comandante del campo di concentramento di Flossenbürg dopo che il precedente comandante Jacob Weiseborn si suicidò il 20 gennaio 1939.
Sotto il comando di Künstler il bilancio delle vittime salì alle stelle e inoltre, fu responsabile delle esecuzioni di massa dei prigionieri polacchi e sovietici, introducendo una vacanza premio speciale di due settimane per le guardie e sparando anche ai prigionieri in fuga. Nell'agosto 1942 Künstler fu sollevato dall'incarico di comandante del campo da Oswald Pohl. Gli successe per due mesi il suo vice, lo Schutzhaftlagerführer Karl Fritzsch, prima che Egon Zill fosse nominato comandante del campo. Le ragioni del licenziamento di Künstler furono originate dalla sua dissolutezza nei costumi e dal cronico abuso di alcolici.
Künstler, come altri comandanti e personale dei campi di concentramento, fu sotto la lente del giudice delle SS Georg Konrad Morgen, che perseguì la corruzione dilagante nei campi di concentramento. Successivamente, entrò in servizio nella 7. SS-Freiwilligen-Gebirgs-Division "Prinz Eugen" e probabilmente morì nella battaglia di Norimberga nell'aprile 1945. Künstler fu dichiarato morto a Erlangen nel 1949.